# Macrozamia diplomera
Macrozamia diplomera — вид голонасінних рослин класу саговникоподібні (Cycadopsida).
Етимологія: з грецької diplo- — «двічі», і -merus — «частина або елемент», з посиланням поділені листові фрагменти.

## Опис
Рослини без наземного стовбура, стовбур 20–40 см діаметром. Листків 12–50 в кроні, яскраво-зелені, напівглянсові, довжиною 60–120 см, з 70–120 листовими фрагментами; стебло не спірально закручені, прямі; черешок довжиною 10–20 см, прямий, без шипів. Листові фрагменти прості або дихотомично розгалужені; середні — 130—210 мм, 5–8 мм шириною. Пилкові шишки веретеновиді, 20–29 см завдовжки, 6–7 см діаметром. Насіннєві шишки яйцеподібне, 15–18 см, 11–12 см діаметром. Насіння яйцеподібне, 27–32 мм завдовжки, 20–24 мм завширшки; саркотеста червона.

## Поширення, екологія
Країни поширення: Австралія (Новий Південний Уельс). Записаний на висотах ≈ 500 м над рівнем моря. Рослини ростуть в сухому склерофітному лісі (переважають евкаліпти) на безплідних кременистих ґрунтах.

## Загрози та охорона
Немає загроз для цього виду. Рослини зустрічаються в англ. Warrumbungle National Park, Weetalibah Nature Reserve, Binnaway Nature Reserve.